# Antonio Carbajal
Antonio Félix Carbajal Rodríguez (Città del Messico, 7 giugno 1929 – León, 9 maggio 2023) è stato un calciatore e allenatore di calcio messicano, di ruolo portiere.
Fu il primo giocatore nella storia del calcio a disputare 5 mondiali, poi raggiunto da Gianluigi Buffon, Rafael Márquez, Guillermo Ochoa, Lothar Matthäus, Cristiano Ronaldo, Andres Guardado e Lionel Messi.

## Carriera

### Club
Dopo aver giocato 2 anni nel Real Club España, ha militato per tutta la carriera nel León, rifiutando varie offerte, anche da parte del Real Madrid. Si è ritirato nel 1966 all'età di 37 anni.

### Nazionale
Ha difeso i pali della nazionale messicana ai Mondiali del 1950 (giocando 3 partite), 1954 (giocando 1 partita), 1958 (giocando 3 partite), 1962 (giocando 3 partite) e 1966 (giocando 1 partita), disputando un totale di 11 partite e subendo 25 gol (record negativo nella storia dei Mondiali di calcio condiviso con il saudita Mohamed Al-Deayea), ha disputato il suo primo mondiale all'età di 21 anni, e l'ultimo a 37.